# Renata Litvinova
Renata Litvinova (in russo Рената Муратовна Литвинова?; Mosca, 12 gennaio 1967) è un'attrice e regista russa, fino al 1991 sovietica.

## Biografia
Litvinova è nata a Mosca da padre tartaro del Volga, Murat Aminovič Vergazov, e madre russa, Alisa Michajlovna Litvinova.  I suoi genitori erano medici. Hanno divorziato quando Renata aveva solo un anno. Ha frequentato la VGIK nel 1984 e si è laureata nel 1989.  Ha frequentato lo stesso anno come colleghi sceneggiatori e registi Roman Kačanov e Arkadij Vysockij.  È con loro che ha lavorato al suo primo film come sceneggiatrice per il film The Much Loved Rita. L'ultimo incontro con lei (1988).

## Filmografia parziale

### Regista
- Boginja: kak ja poljubila (2004)
- Zelёnyj teatr v Zemfire (2008)
- Poslednjaja skazka Rity (2011)
- Severnyj veter (2021)

### Attrice
- Tre piccoli omicidi (Tri istorii), regia di Kira Muratova (1997)
- Melodia per organetto (Melodiya dlya sharmanki), regia di Kira Muratova (2009)